# Filly Funtasia
Filly Funtasia ist eine Zeichentrickserie die von Jacob und Henrik Andersen für Dracco erstellt wurde. Die Serie folgt Stutfohlen Rose und ihren Freunden, die eine magische Akademie im königlichen Königreich von Funtasia besuchen. Es basiert auf dem Filly Franchise.
Die Serie wurde ursprünglich von Dracoo Brands, BRB Internacional, Screen 21 und Black Dragon produziert, aber die letzten drei Unternehmen haben die Produktion der Serie um 2016 eingestellt. Die Guangzhou Huamai Animation Studios und die B-Water Animation Studios schlossen sich erst viel später der Produktion an und vervollständigten das, was die anderen Studios hinterlassen hatten.
Nach fünf Jahren Entwicklungszeit ab 2014, als ursprünglich Filly Funtasia uraufgeführt werden sollte, wurde die Serie schließlich am 11. März 2019 auf Frisbee in Italien uraufgeführt. Die Show wurde für eine zweite Staffel verlängert, die voraussichtlich im Sommer 2020 ausgestrahlt wird und wahrscheinlich aus den anderen 13 Folgen besteht, die für die Serie bestellt wurden.
Die Serie wird in Deutschland am 6. Juni 2022 auf dem Sender Junior ausgestrahlt.

## Inhalt
Rose, eine Einhornstute, besucht die Royal Magic Academy im Königreich Funtasia. Ihre besten Freunde – Bella, ein Elfenstutfohlen, Lynn, ein Hexenstutfohlen, Will, ein Feenstutfohlen und Cedric, ein Prinz – begleiten sie auf ihrem Weg zur außergewöhnlichen Schule, um ihre magischen Fähigkeiten zu verbessern, beispielsweise das Mischen von Zaubertränken. Rose muss sich auch mit dem täglichen Schulalltag von Teenagern auseinandersetzen, während sie etwas über die magische Welt um sie herum lernt.
Im Keller der Akademie lebt Wranglum, eine böse baumähnliche Zaubererkreatur, die in einem „dunklen Spiegel“ oder einem Kristallgefängnis gefangen ist. Battiwigs, eine Fledermaus, die Will und Cedrics Haustier im Wohnheim ist, arbeitet heimlich für Wranglum als sein Hummelknecht und trägt seinen Meister herum. Wranglum und Battiwigs planen verschiedene Pläne, um zu versuchen, Kristalle aus der Akademie zu stehlen, damit sie ihre Magie einsetzen können, um über Funtasia zu herrschen.
Das Konzept der Magie in Funtasia wird häufig über ihre schwebenden Spiegel verwendet, die sowohl von Schülern als auch von Nichtschülern verwendet werden können. Spiegel besitzen viele Fähigkeiten, wie zum Beispiel auf Befehl erscheinen und verschwinden, Objekte anheben, über große Entfernungen kommunizieren und Strahlen in die Luft senden.

## Episodenliste
| Nr. | Deutscher Titel                                                               | Originaltitel                        | Erstausstrahlung Italien/China | Deutschsprachige Erstausstrahlung (Junior) | Regie                     | Drehbuch        |
| --- | ----------------------------------------------------------------------------- | ------------------------------------ | ------------------------------ | ------------------------------------------ | ------------------------- | --------------- |
| 1   | Die Neulinge (Teil 1) Roses Abenteuer (Teil 2)                                | The Freshmen                         | 25. Dez. 2020                  | 6. Juni 2022                               | Conan Hu                  |                 |
| 2   | Die Schatzsuche (Teil 1) Die unendliche Treppe (Teil 2)                       | The Treasure Hunt                    | 25. Dez. 2020                  | 6. Juni 2022                               | Conan Hu                  |                 |
| 3   | Farina, der Feuerdrache (Teil 1) Die Bergskateboardfahrt (Teil 2)             | Farina, the Fire Dragon              | 27. März 2019                  | 6. Juni 2022                               | Jacob und Henrik Andersen |                 |
| 4   | Lehrer für einen Tag (Teil 1) Ein stürmischer Trank (Teil 2)                  | Teacher for a Day                    | 21. März 2019                  | 6. Juni 2022                               | Jacob und Henrik Andersen |                 |
| 5   | Der blaue Regenbogen (Teil 1) Ein Weg nach Hause (Teil 2)                     | The Blue Rainbow                     | 12. März 2019                  | 7. Juni 2022                               | Jacob und Henrik Andersen | Johnny Hartmann |
| 6   | Federn sind da, wenn Engel sind nah (Teil 1) Wunschzeit (Teil 2)              | Feathers Appear When Angels Are Near | 25. Dez. 2020                  | 7. Juni 2022                               | Conan Hu                  | Armin Prediger  |
| 7   | Endlich alleine (Teil 1) Eine Gruselgeschichte (Teil 2)                       | Alone at Last                        | 14. März 2019                  | 8. Juni 2022                               | Jacob und Henrik Andersen | Jymn Magon      |
| 8   | Das Hufballspiel (Teil 1) Eine wilde Ballonfahrt (Teil 2)                     | The Hoopenhoof Game                  | 25. Dez. 2020                  | 8. Juni 2022                               | Conan Hu                  | Carlos Bleycher |
| 9   | Bijou auf freiem Fuß (Teil 1) Wer wirft hier Cupcakes? (Teil 2)               | Bijou on the Loose                   | 19. März 2019                  | 9. Juni 2022                               | Jacob und Henrik Andersen | Johnny Hartmann |
| 10  | Der Frühlingsball (Teil 1) Essensschlacht! (Teil 2)                           | The Spring Ball                      | 25. Dez. 2020                  | 9. Juni 2022                               | Conan Hu                  |                 |
| 11  | Der Sternenkristall (Teil 1) In den Höhlen verschollen (Teil 2)               | The Star Crystal                     | 26. März 2019                  | 10. Juni 2022                              | Jacob und Henrik Andersen |                 |
| 12  | Die Kunst der Magie (Teil 1) Bellas Meisterwerk (Teil 2)                      | Art of Magic                         | 25. Dez. 2020                  | 10. Juni 2022                              | Conan Hu                  | Armin Prediger  |
| 13  | Die verirrte Nixe (Teil 1) Die Geschichte Aquaticas (Teil 2)                  | The Lost Mermaid                     | 25. März 2019                  | 13. Juni 2022                              | Jacob und Henrik Andersen | Carlos Bleycher |
| 14  | Das Cupcake Mysterium (Teil 1) Die Monsterfalle (Teil 2)                      | The Cupcake Mystery                  | 11. März 2019                  | 13. Juni 2022                              | Jacob und Henrik Andersen | Jymn Magon      |
| 15  | Versteckspiel (Teil 1) Das gigantische Spinnennetz (Teil 2)                   | Hide and Seek                        | 26. März 2019                  | 14. Juni 2022                              | Jacob und Henrik Andersen | Armin Prediger  |
| 16  | Eine magische Lektion (Teil 1) Der große Ahorn (Teil 2)                       | A Magical Lesson                     | 25. Dez. 2020                  | 14. Juni 2022                              | Conan Hu                  |                 |
| 17  | Das Funtasia Festival (Teil 1) Held des Tages Battiwigs (Teil 2)              | Funtasia Festival                    | 25. Dez. 2020                  | 15. Juni 2022                              | Conan Hu                  | Carlos Bleycher |
| 18  | Wranglum in Tarnung (Teil 1) Petunia in Schwierigkeiten (Teil 2)              | Wranglum in Disguise                 | 13. März 2019                  | 15. Juni 2022                              | Jacob und Henrik Andersen |                 |
| 19  | Besuch aus dem Feenland (Teil 1) Reise zur magischen Mühle (Teil 2)           | A Visit from Fairy Land              | 25. Dez. 2020                  | 16. Juni 2022                              | Conan Hu                  |                 |
| 20  | Der Schicksalstraum (Teil 1) Roses Comedynummer (Teil 2)                      | Dream of Doom                        | 18. März 2019                  | 16. Juni 2022                              | Jacob und Henrik Andersen |                 |
| 21  | Das magische Labyrinth (Teil 1) Die verwinkelte Jagd (Teil 2)                 | The Magical Maze                     | 20. März 2019                  | 17. Juni 2022                              | Jacob und Henrik Andersen |                 |
| 22  | Eine königliche Hochzeit (Teil 1) Ring auf Reisen (Teil 2)                    | A Royal Wedding                      | 25. Dez. 2020                  | 17. Juni 2022                              | Conan Hu                  | Armin Prediger  |
| 23  | Der Garten des Bösen (Teil 1) Pflanze außer Kontrolle! (Teil 2)               | The Evil Garden                      | 15. März 2019                  | 20. Juni 2022                              | Jacob und Henrik Andersen |                 |
| 24  | Ich fordere dich heraus (Teil 1) Sturmalarm (Teil 2)                          | I Dare You                           | 25. Dez. 2020                  | 20. Juni 2022                              | Conan Hu                  |                 |
| 25  | Die spukende Bibliothek (Teil 1) Käfer zusammenfalten leicht gemacht (Teil 2) | The Haunted Library                  | 25. Dez. 2020                  | 21. Juni 2022                              | Conan Hu                  | Carlos Bleycher |
| 26  | Die Schlacht um den dunklen Kristall (Teil 1) Wranglums Angriff (Teil 2)      | Battle of the Dark Crystal           | 25. Dez. 2020                  | 21. Juni 2022                              | Conan Hu                  |                 |